# Пухопёрые сорокопуты
Пухопёрые сорокопу́ты (лат. Dryoscopus) — род птиц из семейства кустарниковых сорокопутов.

## Описание
Пухопёрые сорокопуты — птицы, которые внешне напоминают певчих сорокопутов. Однако они меньше по размеру, а также имеют половой диморфизм.

## Размер
Длина тела пухоперых сорокопутов — 13,5—19 см, масса тела — 13—44 г.

## Виды
Международный союз орнитологов относит к роду 6 видов:
- Dryoscopus gambensis (Lichtenstein, 1823) — Гамбийский пухопёрый сорокопут
- Dryoscopus pringlii Jackson, 1893 — Малый пухопёрый сорокопут — встречается в Танзании, Эфиопии, а также в Сомали.
- Dryoscopus cubla (Latham, 1801) — Черноспинный пухопёрый сорокопут
- Dryoscopus senegalensis (Hartlaub, 1857) — Черноплечий пухопёрый сорокопут — обитает в Южном Судане, Центральноафрикнской Республике, Анголе, Уганде, Демократической Республике Конго и Нигерии.
- Dryoscopus angolensis Hartlaub, 1860 — Красноногий пухопёрый сорокопут
- Dryoscopus sabini (Gray, 1831) — Толстоклювый пухопёрый сорокопут